# Hilde Mala-Reiwald
Hilde Mala-Reiwald (* 23. Januar 1895 in Berlin; † Januar 1993 in Binningen) war eine deutsch-schweizerische Künstlerin. Ihr Werk umfasst Landschaften, Stillleben, Porträts und Radierungen.

## Leben und Werk
Hildegard Henriette Malachowski war die Tochter des Saul (Salli) Malachowski und der Luise, geborene Cohn (1861–1927). Auf Wunsch der Eltern liess sie sich zur Zeichnungslehrerin ausbilden und studierte anschliessend an der Kunstakademie in Berlin. Später war sie eine Meisterschülerin von Lovis Corinth in Dresden. 
Hilde heiratete den Juristen und Kriminologen Paul Reiwald. Zusammen hatten sie vier Kinder. Da ihr Mann Mitglied der Liga für Menschenrechte und Sozialdemokrat war, sah sich die junge Familie 1933 gezwungen nach Belgien zu flüchten, wo ihr Mann am Institut des hautes études de Belgique lehrte. Während der Flucht gingen ihre Werke der letzten 25 Jahre verloren. Ab 1939 lebte die Familie in Genf, wo Hilde Mala-Reiwald bald Anerkennung als bedeutende Künstlerin fand. 
Hilde Mala-Reiwald  wurde vom Innenarchitekten und Kunsthändler Christoph Bernoulli und von dem Kunsthistoriker und Direktor der Kunsthalle Basel Arnold Rüdlinger gefördert. Letzterer war auch der Anlass, dass die Familie von Genf nach Binningen übersiedelte. Hilde Mala-Reiwald war zudem Mitglied der Gesellschaft Schweizerischer Malerinnen, Bildhauerinnen und Kunstgewerblerinnen (GSMBK) und zeigte ihre Werke in Gruppenausstellungen. 
Aus der Genfer Zeit sind einige Porträts erhalten geblieben. Später schuf Mala-Reiwald grossformatige Grafiken sowie skizzenhafte Bilder von Menschengruppen. Ihr Spätwerk widmete sie verblühenden Pflanzen. Hilde Mala-Reiwald verstarb kurz vor ihrem 99. Geburtstag im Alters- und Pflegeheim in Binningen.